# 加藤正利
加藤 正利（かとう まさとし、生年不詳 - 延宝4年8月22日〈1676年9月29日〉）は、江戸時代前期の武士、旗本。通称は勘四郎、新右衛門。上田流馬術家、加藤重正の養子。子に加藤利重がいる。
寛永11年〈1634年〉より徳川家光に仕えた。馬方となる。寛永15年（1638年）蔵米200俵を賜る。のちに馬預となった。延宝4年（1676年）死去。三田の常林寺に葬られた。以後、常林寺が代々の葬地となる。